# Lorenzo Mambrini
Lorenzo Mambrini (Città di Castello, 3 luglio 1978) è un allenatore di calcio ed ex calciatore italiano, di ruolo centrocampista, tecnico del Calzolaro.

## Carriera

### Giocatore
Gioca fino al termine della stagione 1993-1994 nelle giovanili del Pisa; dopo il fallimento del club toscano si ritrova senza squadra, accasandosi nelle giovanili dell'Arezzo. Qui, viene fatto esordire tra i professionisti il 16 febbraio 1997 da Serse Cosmi nella vittoria casalinga per 1-0 del suo Arezzo contro il Tolentino, in una partita del campionato di Serie C2. Si è ritirato nel 2011, a causa di un infortunio.

### Allenatore
Inizia ad allenare nella stagione 2011-2012, in cui allena gli umbri del San Lorenzo Lerchi.
Nella stagione 2012-2013 subisce una squalifica di 3 anni e 6 mesi (successivamente ridotta a 18 mesi ed infine annullata nel 2014 dal TNAS) per un presunto tentativo di combine di una partita del campionato umbro di Promozione, mentre era allenatore del Valfabbrica: si trasferisce quindi a Cuba, dove allena il Guanabacoa, nella prima divisione cubana. L'anno seguente si trasferisce invece a Panama, dove dal 2014 al 2015 lavora come collaboratore tecnico di Milton Ruiz all'Árabe Unido; nel 2015, a causa di una malattia, Ruiz è costretto a dimettersi e suggerisce alla dirigenza del club di sostituirlo con Mambrini, che porta in effetti a termine il campionato, vincendo sia il campionato che il premio di miglior allenatore del campionato.
Fa quindi ritorno a Cuba, dove allena nella seconda divisione locale, al Ciudad de La Habana, con cui vince il campionato (con conseguente promozione in prima divisione). Nel 2017 diventa allenatore della nazionale cubana, incarico che mantiene fino a fine anno; in contemporanea diventa anche allenatore del Santiago de Cuba, con cui vince due campionati consecutivi (i primi nella storia del club), il primo dei quali con una striscia di 32 risultati utili consecutivi. Nel 2018 allena il Chacaritas nella terza divisione ecuadoriana.
Nel 2020 torna a Cuba per diventare allenatore del Ciego de Ávila, sempre nella prima divisione cubana; rimane nel club fino al 31 gennaio 2023, quando viene nominato nuovo allenatore del Guantánamo, altro club della prima divisione cubana.
Il 27 settembre 2024 viene annunciato come nuovo allenatore del Città di Castello, club della sua città natale, militante Eccellenza; si dimette verso fine campionato, salvo poi tornare per le ultime partite grazie ai contatti con la nuova proprietà argentina che rileverà la squadra tifernate. Nonostante ciò, il club arriverà ultimo in classifica.
Per la stagione 2025-2026 viene annunciato come nuovo allenatore del Calzolaro, club umbro militante nel campionato di Promozione.

## Palmarès

### Allenatore

#### Competizioni nazionali
- Campionato panamense: 1

Árabe Unido: Clausura 2015
- Campionato cubano: 2

Santiago de Cuba: 2017, 2018